# Feitelijke vereniging
Een feitelijke vereniging is in het Belgische recht een vereniging zonder rechtspersoonlijkheid die wordt beheerst door een overeenkomst tussen de leden. In Frankrijk bestaat met de association de fait een gelijkaardige rechtsfiguur.

## Geschiedenis
In het 19e-eeuwse België was de wetgever zuinig met het toekennen van rechtspersoonlijkheid aan verenigingen. Enkel voor congregaties van hospitaalzusters was een regeling voorzien, voor het overige gebeurde de toekenning op individuele basis. Voor wie zich op een niet-commerciële grondslag wilde verenigen, was de feitelijke vereniging dus de natuurlijke uitkomst, al werd ook deze rechtsfiguur met grondig wantrouwen benaderd. Jacobijnse, liberale en antiklerikale opvattingen speelden daarbij een rol. Het kwam voor dat een feitelijke vereniging nietig werd verklaard omdat ze een te zeer van haar leden onderscheiden bestaan aannam.
Nieuwe wetten creëerden de beroepsvereniging (1898) en de vereniging zonder winstoogmerk (1921), maar daarnaast behield de feitelijke vereniging haar aantrekkingskracht. Onder meer vakbonden, boerenbonden, politieke partijen en andere belangengroepen kozen doorgaans voor deze organisatievorm. Met het Wetboek van Vennootschappen en Verenigingen kreeg hij in 2019 voor het eerst een eigen wettelijke basis.

## Kenmerken
De contractuele aard van feitelijke verenigingen en hun gebrek aan rechtspersoonlijkheid zijn opgenomen in de wettelijke definitie (artikel 1:6, § 1 WVV). Het contract komt tot stand volgens de klassieke regels, wat dus de mogelijkheid van een mondelinge of stilzwijgende overeenkomst insluit. Dat een feitelijke vereniging per definitie geen rechtspersoon is, noch een rechtssubject, houdt traditioneel in dat ze geen drager kan zijn van rechten en plichten. De vereniging als dusdanig kan dus geen verbintenissen aangaan, eigendommen bezitten of schenkingen aanvaarden. Rechtshandelingen op naam van de vereniging zijn toerekenbaar aan de gezamenlijke leden. Het vermogen wordt beschouwd als minstens bestemmingsgebonden en in feite zelfs afgescheiden. Het behoort in onverdeelde eigendom toe aan de leden. Schuldeisers kunnen zich op dat vermogen verhalen en, als het niet toereikend is, op het private vermogen van de leden. Hun aansprakelijkheid is weliswaar onbeperkt maar niet hoofdelijk: elk lid zal voor een gelijk deel moeten bijdragen aan overmatige schulden van de vereniging. De klassieke onverdeeldheidsregels zijn van toepassing (artikel 577-2, § 6 B.W.), wat onder meer impliceert dat geen verdeling kan worden gevorderd zolang de vereniging bestaat.
Feitelijke verenigingen behoren met de maatschappen tot de groeperingen zonder rechtspersoonlijkheid, maar onderscheiden zich van maatschappen doordat ze geen uitkeringsoogmerk hebben. Vroeger was het criterium een ideëel doel versus een winstoogmerk. Leden hebben bij uittreding geen recht op een scheidingsaandeel, maar wanneer de vereniging wordt ontbonden mag het vermogen worden verdeeld onder de leden. Op dit laatste punt is de feitelijke vereniging soepeler dan de vzw.

## Publicatie
Ten aanzien van feitelijke verenigingen geldt geen verplichting tot publicatie van statuten of andere verenigingsdocumenten. Hoewel ze geen onderneming zijn, dienen ze in sommige gevallen toch een inschrijving te hebben in de Kruispuntbank van Ondernemingen (artikel III.16 WER). Dat zal met name het geval zijn voor feitelijke verenigingen die BTW-plichtig zijn of die als werkgever een RSZ-nummer hebben.

## Bestuur en vertegenwoordiging
Als niet anders is overeengekomen, gebeuren het bestuur en de vertegenwoordiging van de feitelijke vereniging door de leden gezamenlijk. Het hoeft geen betoog dat meestal statutair wordt afgeweken van deze onpraktische unanimiteitsvereiste. Het is gebruikelijk een voorzitter en/of een raad van bestuur aan te stellen.
De procesvoering door en tegen feitelijke verenigingen is het voorwerp geweest van heel wat studie en debat. Door de afwezigheid van rechtspersoonlijkheid kunnen enkel de verzamelde leden als materiële procespartij worden beschouwd. De vereniging als dusdanig kan niet in rechte optreden. Het Gerechtelijk Wetboek voorziet echter dat ze kunnen handelen door een vertegenwoordiger die ambtshalve optreedt als formele procespartij (art. 43 en 702, 1° Ger.W.). Het volstaat dat de naam, woonplaats en hoedanigheid van de vertegenwoordiger worden vermeld en dat hij zijn bevoegdheid kan aantonen. Strikt genomen moeten ook alle leden bij naam vermeld zijn wanneer de vereniging een geding wil inleiden, maar reeds in 1968 is geoordeeld dat het ontbreken daarvan geen belangenschade veroorzaakt en dus niet tot nietigheid leidt. Sinds 2018 is dit nog verder versoepeld voor feitelijke verenigingen met een KBO-inschrijving (artikel 703, § 2 Ger.W.).

## Voetnoten
1. ↑  Brussel 13 mei 1861, Pasinomie 1861, II, p. 216
2. ↑  Cass. 6 december 1977, Rechtskundig Weekblad, 1977-78, kol. 1688
3. ↑  Cass. 18 februari 1985, Pasinomie 1985, p. 741
4. ↑  Cass. 20 juni 1988, Tijdschrift voor Rechtspersonen en Vennootschappen 1989, p. 541, noot P. Callens en S. Stijns
5. ↑  Cass., 30 mei 1968, A.C., 1968, p. 1197